# Sorsogon

Sorsogon

Sorsogon – prowincja na Filipinach, położona w południowej części wyspy Luzon w regionie Bicol.
Od północy graniczy z prowincją Albay, od południa poprzez cieśninę San Bernardino z prowincją Northern Samar na wyspie Samar, od zachodu granicę wyznacza Morze Południowochińskie a od wschodu Morze Filipińskie.
Powierzchnia: 2119 km². Liczba ludności: 792 949 mieszkańców (2015). Gęstość zaludnienia wynosi 370 mieszk./km². Klimat podzwrotnikowy, wilgotny. Stolicą prowincji jest Sorsogon.